# Ralph Izard

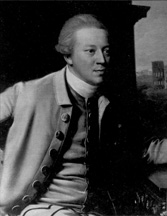
Ralph Izard

Ralph Izard (* 23. Januar 1741 oder 1742 bei Charleston, Province of South Carolina; † 30. Mai 1804 ebenda) war ein US-amerikanischer Politiker. Er fungierte als einer der beiden ersten US-Senatoren aus dem Bundesstaat South Carolina sowie als Präsident pro tempore des Senats.
Ralph Izard wurde auf „The Elms“, dem Anwesen seiner Familie nahe Charleston, geboren. Sein Urgroßvater gleichen Namens, der aus Dorchester stammte, war aus England nach Amerika ausgewandert und hatte sich in South Carolina niedergelassen; sein Großvater mütterlicherseits, Robert Johnson, amtierte zweimal als Gouverneur der Provinz South Carolina. Izards Eltern starben, als er noch ein kleines Kind war. Er verbrachte den größten Teil seiner Jugend in England, wo er zunächst eine Schule in Hackney besuchte und später an der Trinity Hall in Cambridge seine Ausbildung abschloss.
1764 kehrte Izard nach Amerika zurück, wo er allerdings nicht lange blieb. Er heiratete 1767 die aus New York stammende Alice DeLancey, Nichte des New Yorker Kolonialgouverneurs James DeLancey, mit der er 13 Kinder hatte. Gemeinsam lebten sie ab 1771 zunächst in London und ab 1776 in Paris. Im Jahr 1779 fungierte er im Auftrag des Kontinentalkongresses für kurze Zeit als amerikanischer Bevollmächtigter im Großherzogtum Toskana. Izard ließ sich 1780 schließlich dauerhaft in South Carolina nieder. Dort schloss er sich der Revolutionsbewegung an und verpfändete seinen großen Grundbesitz, um Kriegsschiffe für den Einsatz im Unabhängigkeitskrieg finanzieren zu können. Von 1782 bis 1783 nahm er an den Sitzungen des Kontinentalkongresses teil.
Schließlich wurde er 1788 für South Carolina in den Senat des ersten US-Kongresses gewählt; das zweite Mandat ging an Pierce Butler. Izard fiel dabei der Klasse-3-Sitz zu, was für ihn eine volle sechsjährige Amtsperiode bedeutete; Butler konnte als Klasse-2-Senator zunächst nur vier Jahre amtieren. Izard gehörte zur Pro-Administration-Fraktion, die die Politik der Bundesregierung unter Präsident George Washington unterstützte. Vom 31. Mai 1794 bis zum 9. November desselben Jahres stand er als Präsident pro tempore dem Senat während der Sitzungsperiode des dritten Kongresses vor.
Nach Ablauf seiner sechsjährigen Amtszeit am 3. März 1795 zog Izard sich aus dem öffentlichen Leben zurück. Er kümmerte sich fortan um seinen Landbesitz und starb im Mai 1804. Sein Sohn George (1776–1828) wurde später Gouverneur von Arkansas, sein Enkel Charles Deas (1818–1867) war ein bekannter Maler.
Izard war gewähltes Mitglied der American Philosophical Society.